# Gustave d'Eichthal
Gustave Séligmann d'Eichthal (Nancy, 3 marzo 1804 – Parigi, 9 aprile 1886) è stato un grecista, saggista e geografo francese.

## Biografia
All'età di tredici anni si convertì al cattolicesimo romano, e quando lascil il Liceo Henri IV nel 1822, diventò discepolo di Auguste Comte, che gli fece intraprendere le dottrine di Saint-Simon (e successivamente di Barthélemy Prosper Enfantin).
Ebbe due figli, Eugène Séligmann d'Eichthal, nato il 3 novembre 1844 a Parigi, morto il 28 febbraio 1936 a Parigi; e Georges Séligmann d'Eichthal nonché una figlia di cui il coniuge era Paul Le Bret. Fu un'amica di Rosa Bonheur quando erano entrambi i bambini, come i loro padri avevano entrambi vissuto brevemente al monastero di Saint-Simonian a Ménilmontant.

## Opere
- Histoire et origine des Foulahs ou Fellans. Études sur l'histoire primitive des races océaniennes et américaines (1841)
- Les Évangiles (2 volumi, 1863) Text on line 1 2
- Mélanges de critique biblique (1886)
- Gustave d'Eichthal. La Langue grecque, mémoires et notices, 1864-1884, précédé d'une notice sur les services rendus par Gustave d'Eichthal à la Grèce et aux études grecques, par le marquis de Queux de Saint-Hilaire (1887)

- Lettres à MM. les députés composant la commission du budget, sur la permanence du système de crédit public et sur la nécessité de renoncer à toute espèce de remboursement des créances sur l'État (1829)
- À un catholique, sur la vie et le caractère de Saint-Simon (1830) Text on line
- Religion saint-simonienne. Rapports adressés aux Pères suprêmes sur la situation et les travaux de la famille, avec Stéphane Flachat et Henri Fournel (1831) Text on line
- Religion saint-simonienne. La Prophétie. Ménilmontant, le 1er juin 1832, textes du Père Enfantin, de Charles Duveyrier, Gustave d'Eichthal et Michel Chevalier (1832)
- Observations sur l'opération du remboursement au pair (1838)
- Lettres sur la race noire et la race blanche, avec Ismayl Urbain (1839)
- De l'Unité européenne (1840)
- Étude sur la philosophie de la justice. Platon (1863)
- De l'Usage pratique de la langue grecque. De l'Avenir du peuple grec et de la langue grecque (1864)
- Les Trois grands peuples méditerranéens et le christianisme (1865)
- Étude sur les origines bouddhiques de la civilisation américaine (1865)
- Mémoire sur le texte primitif du 1er récit de la création (Genèse, ch. I-II, 4), suivi du texte du 2e récit (1875)
- Notice sur la fondation et le développement de l'Association pour l'encouragement des études grecques en France (avril 1867-avril 1877), lue à la séance du 5 juillet 1877 (1877)
- Socrate et notre temps : théologie de Socrate, dogme de la Providence (1881) Text on line
- Correspondance inédite de Stuart Mill avec Gustave d'Eichthal, translation and preface by Eugène d'Eichthal (1898)
- Condition de la classe ouvrière en Angleterre (1828), travel notes of Gustave d'Eichthal, published bu Eugène d'Eichthal (1902)Collegamenti esterni

- Genealogy